# Mario Rossori
Mario Rossori (* 10. Juli 1959 in Luzern) ist ein österreichischer Musikproduzent und -verleger.
Mario Rossori studierte Betriebswirtschaftslehre an der Wirtschaftsuniversität Wien und erwarb 1984 den Magistergrad. Danach gründete er mit Georg Leitner die Firma Johnny Concerts (Sponsoring durch die Austria Tabak) und veranstaltete in Österreich Großevents (Rod Stewart im Klagenfurter Stadion und auf der Hohen Warte in Wien) und Europa-Tourneen (James Brown, Kool & The Gang, Stanley Clarke, Commodores). Ab 1986 arbeitete er im Bereich Werbung und Marketing und schloss sich 1991 mit Alexander Spritzendorfer zusammen. Spray Records und der Musikverlag Rossori produzierten, verlegten und managten die Künstler: Beat 4 Feet, Alkbottle, St. Marx, Unique II, Stella Jones, Count Basic und Papermoon. Von 1996 bis 1999 war er Konsulent für Popmusik im mica.
Von 2000 bis 2009 organisierte er den österreichischen Musikpreis Amadeus Austrian Music Award. Seit 2000 ist er auch als selbständiger Musikverleger für die Künstler Papermoon, Denk, Anik Kadinski oder B-Nice tätig. 2001 gründete er das Indie-Label Pate Records, wo Künstler, wie Curbs, Jellybeat, My Name Is Music, Henri Joel, Eva K. Anderson oder James Cottriall veröffentlicht sind. Er organisiert die Gemeinschaftsstände der österreichischen Musik auf der Popkomm und Midem. Des Weiteren ist er als Referent für Eventmarketing für the-art-of-event tätig.
Seit 2004 gehört er der Protestsongcontest-Vorauswahljury an.